# Jeffrey (Name)
Jeffrey ist ein männlicher Vorname und Familienname.

## Herkunft und Bedeutung
Bei Jeffrey handelt es sich um eine mittelalterliche Variante des Namens Geoffrey.
Der Name setzt sich aus zwei Elementen zusammen, von denen sich das erste nicht sicher bestimmen lässt. Zur Diskussion stehen gawia „Gebiet“, walha „fremd“ oder gisil „Geisel“. Beim zweiten Element handelt es sich um das germanische Wort frid „Frieden“.
Die Variante Jeffrey ist überwiegend in den USA verbreitet, während in Großbritannien die Schreibweise Geoffrey überwiegt.

## Bekannte Namensträger

### Vorname Jeffrey
- Jeffrey Archer  (* 1940), britischer Schriftsteller, Politiker und Life Peer
- Jeffrey „Jeff“ Bezos (* 1964), US-amerikanischer Unternehmer und Investor
- Jeffrey Combs (* 1954), US-amerikanischer Schauspieler
- Jeffrey Dahmer (1960–1994), US-amerikanischer Serienmörder
- Jeffrey Donovan (* 1968), US-amerikanischer Schauspieler
- Jeffrey Epstein (1953–2019), US-amerikanischer Investmentbanker und verurteilter Sexualstraftäter
- Jeffrey Grob (* 1961),  US-amerikanischer römisch-katholischer Geistlicher, Erzbischof von Milwaukee
- Jeffrey Hunter (1926–1969), US-amerikanischer Schauspieler
- Jeffrey Dean Morgan (* 1966), US-amerikanischer Schauspieler
- Jeffrey Sachs (* 1954), US-amerikanischer Ökonom
- Jeffrey Tambor (* 1944),  US-amerikanischer Filmschauspieler
- Jeffrey Wahlberg (* 1996), US-amerikanischer Filmschauspieler
- Jeffrey Wright (* 1965), US-amerikanischer Schauspieler

### Familienname Jeffrey
- Charles Jeffrey (1934–2022), britischer Botaniker
- Dustin Jeffrey (* 1988), kanadischer Eishockeyspieler
- Harry P. Jeffrey (1901–1997), US-amerikanischer Politiker
- James Franklin Jeffrey (* 1946), US-amerikanischer Diplomat
- John Jeffrey (* 1959), schottischer Rugby-Union-Spieler
- John Frederick Jeffrey (1866–1943), britischer Botaniker
- Larry Jeffrey (1940–2022), kanadischer Eishockeyspieler
- Lauren Jeffrey (* 1960), britische Skilangläuferin
- Lisa Jeffrey (* 1965), kanadische Mathematikerin
- Mike Jeffrey (* 1965), kanadischer Eishockeytorhüter
- Patrick Jeffrey (* 1966), US-amerikanischer Turmspringer
- Paul Jeffrey (1933–2015), US-amerikanischer Saxophonist und Arrangeur
- Peter Jeffrey (Schauspieler) (1929–1999), britischer Schauspieler
- Peter Jeffrey (Badminton) (* 1975), englischer Badmintonspieler
- Rhi Jeffrey (* 1986), US-amerikanische Schwimmerin
- Russell Jeffrey, australischer Schauspieler und Synchronsprecher
- Scott Jeffrey, britischer Schauspieler und Produzent, siehe Scott Chambers
- William Jeffrey (1892–1966), US-amerikanischer Fußballtrainer